# Qatar
Pour les articles ayant des titres homophones, voir Catarrhe et Cathare.
État du Qatar
(ar) دولة قطر / Dawlat Qaṭar 
Le Qatar  (en arabe : قطر / qaṭar), en forme longue l'État du Qatar (en arabe : دولة قطر / dawlat qaṭar), est un émirat du Moyen-Orient d'une superficie de 11 586 km2. Le Qatar est situé sur une petite péninsule s'avançant dans le golfe Persique et reliée à la péninsule Arabique au sud, où elle a une frontière terrestre avec l'Arabie saoudite. Sa capitale est Doha, sa langue officielle l'arabe et sa monnaie le riyal qatarien.
En 2014, le Qatar est le cinquième  producteur de gaz naturel du monde après la Russie, les États-Unis, le Canada et l'Iran. Il est le premier exportateur de gaz naturel liquéfié. Le pays est aussi un producteur de pétrole, mais de taille moyenne. Il est membre de l'Organisation des pays exportateurs de pétrole (OPEP) entre 1961 et 2018. Il est membre associé de l'Organisation internationale de la francophonie (OIF) depuis le 13 octobre 2012 sans être passé par le statut d'observateur.

## Histoire

### Préhistoire et Antiquité
Les traces d'habitation humaine au Qatar remontent à 50 000 ans. Des colonies et des outils datant de l'âge de pierre ont été mis au jour dans la péninsule. Des objets mésopotamiens, datant de la période d'Obeïd (vers 6500-3800 av. J.-C.), ont été découverts dans des établissements côtiers abandonnés.
En 224 après J.-C., l'empire sassanide prend le contrôle des territoires entourant le golfe Persique. Les territoires de l'actuel Qatar jouent un rôle dans l'activité commerciale des Sassanides, contribuant notamment à l'apparition de deux produits : les perles précieuses et les colorants.

### Ère musulmane
En 628, le prophète de l'islam Mahomet envoie un émissaire musulman à un dirigeant en Arabie orientale nommé Munzir ibn Sawa Al Tamimi et demande que lui et ses sujets acceptent l'islam. Munzir accepte et, par conséquent, la plupart des tribus arabes de l'est se convertissent. Après l'adoption de l'islam, les Arabes mènent la conquête musulmane du Moyen-Orient, notamment de la Perse, causant la chute de l'Empire sassanide.
Par la suite, le Qatar fait partie sans discontinuer des différents empires arabes qui se succédent : Califat des bien guidés, Califat omeyyade, Califat abbasside, etc.

### Portugais et Ottomans
Malgré un climat aride et difficile, le Qatar connaît une présence humaine depuis des milliers d'années. Cette présence est le fait de plusieurs tribus nomades ou sur les côtes avec de petits villages de pêche. Les tribus ont longtemps combattu pour les terres les plus riches, formant et cassant ainsi des coalitions.
Au XVIe siècle, les Portugais occupent le détroit d'Ormuz, puis Mascate et Bahreïn, d'où ils sont en concurrence avec l'Empire ottoman. En 1517, ils prennent le Qatar et imposent leurs contrôles maritimes et commerciaux dans le Golfe. En 1538, le Qatar est rattaché à l'Empire ottoman, rattachement qui dure quatre siècles.
Les Ottomans n'imposent pas la langue turque aux habitants, cette langue restant l'apanage de la seule administration ; de même leur domination demeure relativement lointaine et surtout administrative. Au cours du XVIIe siècle, le pays est marqué par de violentes rivalités entre les tribus désirant contrôler le territoire. Ces conflits se poursuivent jusqu'au début du XIXe siècle, quand les Britanniques décident d’intervenir.

### Protectorat britannique
Les Britanniques considèrent tout d'abord le Qatar et le golfe Persique comme une position intermédiaire stratégique pour leurs intérêts coloniaux en Inde, mais la découverte de pétrole et d'hydrocarbures vers 1940 changera cette vision.
Pendant le XIXe siècle, période de développement des entreprises britanniques, la famille Al Khalifa règne sur la péninsule qatarienne et l'île de Bahreïn. Bien que le Qatar soit une possession légale, des contestations naissent, le long du littoral oriental dans les villages de pêche de Doha et d'Al Wakrah, contre la domination des Bahreïniens Al Khalifa.
En 1867, les Al Khalifa lancent une offensive massive contre les rebelles qatariens en envoyant une force navale à Wakrah. Malgré le succès de l'opération, l'agression bahreïnienne viole un traité de 1820 entre le Royaume-Uni et les Bahreïniens. La réponse diplomatique britannique ne se fait pas attendre, le colonel Lewis Pelly, responsable du protectorat, commence des pourparlers avec un responsable du Qatar. Ces pourparlers aboutissent à une séparation tacite du statut du Qatar d'avec celui de Bahreïn. L'homme choisi pour négocier avec le colonel Pelly est un entrepreneur respecté et un résident de longue date de Doha : Mohammed Ben Thani. La famille Al Thani a jusqu'alors été relativement inactive dans la politique du Golfe, mais cet événement lui assure l'ascendant sur le Qatar en tant que famille régnante, toujours en place à ce jour.

### Indépendance
La Seconde Guerre mondiale remet en cause l'emprise des Britanniques sur leur Empire, particulièrement quand l'Inde devient indépendante en 1947. L'incitation à un retrait semblable des émirats du Golfe s’accélère pendant les années 1950, et les Britanniques accueillent bien la déclaration d'indépendance du Koweït en 1961.
Sept ans plus tard, ils annoncent officiellement qu’ils se désengagent (politiquement, mais pas économiquement) du Golfe dans un délai de trois ans. Le Qatar, Bahreïn et sept autres États forment une fédération. Néanmoins, des conflits régionaux amènent le Qatar à déclarer son indépendance vis-à-vis de la coalition qui devient les Émirats arabes unis. L'année 1971 marque la naissance du Qatar comme État souverain, qui devient membre de l'Organisation des Nations unies.
De 1995 à 2013, le Qatar est dirigé par l’émir Hamad ben Khalifa Al Thani. Sous son règne, le Qatar semble enregistrer des réformes sociales et politiques; le nouvel émir semble être plus libéral que son père. Le 25 juin 2013, Cheikh Hamad ben Khalifa Al Thani transfère le pouvoir à son fils, Cheikh Tamim ben Hamad Al Thani, dans une adresse télévisée. Au cours du discours, Hamad déclare : « Le moment est venu d'ouvrir un nouveau chapitre du voyage de notre pays, qui permet à une nouvelle génération d'assumer les responsabilités. ».
En 2004, un attentat tue Zelimkhan Iandarbiev, le président de Tchétchénie, exilé au Qatar. En 2005, un attentat-suicide visant un petit théâtre à Doha tue un ressortissant britannique, professeur d'anglais et de théâtre. Cet événement choque le pays, qui n'avait jamais auparavant connu d’acte terroriste. En 2009, les autorités qatariennes refusent d'arrêter le président soudanais Omar el-Bechir, en visite officielle dans le pays, malgré un mandat d'arrêt émis à son encontre par la Cour pénale internationale pour crimes de guerre et génocide. Le 2 décembre 2010, le Qatar est désigné pour organiser la Coupe du monde de football 2022, et, le 27 janvier 2011, il est désigné pour organiser le championnat du monde masculin de handball 2015.

## Politique

### Politique intérieure

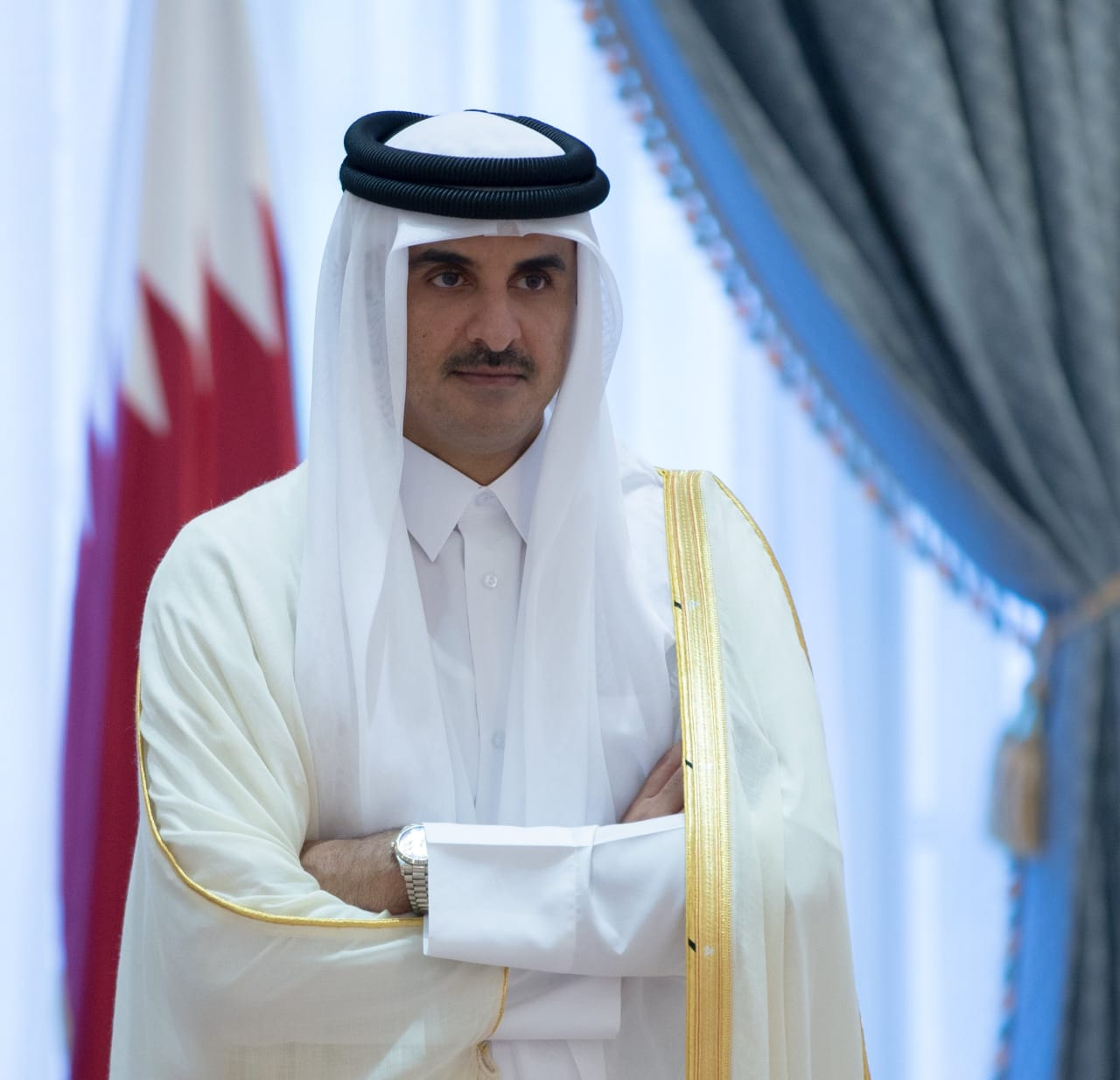
Tamim ben Hamad Al Thani, émir du Qatar depuis 2013.

Le gouvernement qatarien maintient un certain nombre de restrictions sur la liberté d'expression et les mouvements pour l'égalité.
Au Qatar, la famille régnante, Al Thani (آل ثاني), continue de détenir seule le pouvoir depuis l'indépendance du pays en 1971. L'émir, qui est le chef de l'État, gère le pays en s'appuyant sur sa famille.
En 1970, la base des lois du Qatar institutionnalise les coutumes locales enracinées dans l'héritage conservateur wahhabite (son influence a diminué aujourd'hui) du Qatar, conférant à l'émir un très grand pouvoir. Le maintien des traditions de consultation, gérées par consensus, et du droit du citoyen de faire appel personnellement à l'émir, influencent le rôle de l'émir. Celui-ci, tandis qu'il n'est soumis à aucun individu, ne peut violer la charia (la loi islamique) et, en pratique, doit prendre en compte les opinions des dirigeants notables et de l'autorité religieuse. Le Conseil consultatif, un groupe aux membres désignés qui assiste l'émir dans l'élaboration de nouvelles politiques, institutionnalise la position de ces genres de groupes d'influences. Aucun parti politique n'existe dans le pays.
En février 1972, le Premier ministre, Khalifa ben Hamad Al Thani, destitue son cousin, l'émir Ahmad ben Ali Al Thani, et assume tous les pouvoirs. Les membres importants de la famille Al-Thani soutiennent sa décision, exécutée sans aucune violence ni signe d'agitation politique.
Le 27 juin 1995, le Premier ministre, Hamad bin Khalifa Al Thani, destitue son père, l'émir Khalifa, sans violence, et s’est fixé pour objectif la visibilité du Qatar sur la scène régionale et, autant que possible, internationale. L'émir Hamad et son père se réconcilient en 1996, mais le souverain renversé ne revient au pays qu'en 2004, après avoir séjourné en France puis en Italie. La liberté de la presse s'est étendue, et la station de télévision Al Jazeera située au Qatar, a acquis une réputation unique en tant que source libre et non-censurée de l'information dans les pays arabes.
En 1999, les premières élections pour un Conseil communal sont organisées, candidature pour tous les adultes, femmes comprises, et en avril 2003 le pays se dote d'une constitution dont la rédaction a duré quatre ans. Sa principale nouveauté est l'institution d'un Majlis Al-Choura (conseil consultatif) dont trente des quarante-cinq membres seront élus au suffrage universel direct, les quinze autres étant nommés par l'émir (article 77). Plusieurs fois différée, la première et unique élection des membres de cet organe législatif a eu lieu en 2021, un an avant d'accueillir la Coupe du monde de football. La nouvelle Constitution n'autorise pas pour autant la formation de partis politiques. L'un des articles les plus novateurs est celui qui garantit la liberté de culte, sans la restreindre aux religions monothéistes.
Lors de la guerre contre l'Irak, le pays sert de base à l’état-major américain (Commandement central américain de Tampa, Floride, CENTCOM, responsable des opérations de guerre en Irak) et, le 11 décembre 2002, un accord de coopération militaire relatif à l’utilisation de la base aérienne d’Al-Eideïd par les forces américaines est signé, avec les États-Unis. En 2011, le Qatar a envoyé ses avions Mirage combattre les forces libyennes de Mouammar Kadhafi aux côtés des troupes occidentales, quittant ainsi le terrain de la médiation pour celui de l'action.
Après avoir progressivement préparé sa succession pendant deux ans en l’impliquant dans les dossiers les plus importants, l’émir Hamad ben Khalifa Al Thani, de santé fragile, abdique le 25 juin 2013 en faveur de son fils Tamim ben Hamad Al Thani qui devient, à 33 ans, le plus jeune chef d'État du monde arabe.
Le 5 novembre 2024, un référendum visant à abolir les élections législatives au Qatar se prononce largement pour la suppression des élections des représentants au Majlis al-Choura (Conseil consultatif), élargissant toutefois les conditions d'accès aux postes à présent de nouveau désignés en totalité par l'émir.

### Politique extérieure
En 2011, le Qatar soutient les révolutions du Printemps arabe. En Syrie, en Égypte, en Libye et en Tunisie, il appuie principalement les mouvements liés aux Frères musulmans,,,. Ce soutien provoque cependant de fortes tensions avec l'Arabie saoudite, Émirats arabes unis et le Bahreïn très hostiles à ces mouvements,,,. Par contre, le Qatar soutient la répression des soulèvements populaires à Bahreïn. Cette apparente contradiction s'explique par la lecture confessionnelle qui sous-tend la géopolitique du Qatar. Le Qatar soutient les révolutions sunnites et la répression des printemps chiites. Le Qatar nie tout lien avec les Frères musulmans, soulignant que Doha s'engage avec les pays et les gouvernements, pas les partis politiques. Dans une interview avec le journal français Le Point, l'émir du Qatar Cheikh Tamim aborde les critiques récurrentes concernant les prétendues liens du Qatar avec les Frères musulmans,.
En Syrie, le Qatar, qui entretient jusqu'alors des relations cordiales avec le régime, ne bascule en faveur de l'opposition qu'au bout de plusieurs semaines,. Comme dans d'autres pays, il appuie ouvertement les Frères musulmans. Il finance de nombreux groupes rebelles, ainsi que la Coalition nationale des forces de l'opposition et de la révolution (CNFOR). Cependant les Qatariens sont écartés de la CNFOR en 2013, après l'élection d'Ahmad Jarba, soutenu par les Saoudiens. En septembre 2014, le Qatar rejoint la coalition internationale contre l'État islamique.
Le Qatar est régulièrement accusé d'être l'une des principales sources financières du terrorisme islamique. Il est notamment avancé que l'association humanitaire Qatar Charity, étroitement liée au gouvernement qatarien, finance dans le monde entier et notamment en Europe des groupes et des projets fondamentalistes islamistes,.
Le Qatar est accusé de soutenir des groupes comme l'État islamique ou al-Qaïda, ce qu'il nie vigoureusement,. Ces accusations sont formulées par ses rivaux : l'Iran, l'ancien Premier ministre irakien et proche allié de l'Iran Nouri al-Maliki et les Émirats arabes unis — qui, selon Ignace Dalle et Wladimir Glasman, financeraient une campagne de communication pour accuser les Qatariens de soutenir des groupes terroristes. En 2018, une enquête administrative conduite par l'Unité FARA de la Section du contre-espionnage et du contrôle des exportations (CES basée au sein de la Division "Sécurité nationale" du département de la justice américaine) a montré (en 2018) qu'une officine de lobbying Andreae and Associates a travaillé avec « PIC Media » (filiale d'une autre agence de lobbying PIC (« Policy Impact Communications » où travaille Alex Braha, qui est la seule associée déclarée de « Andreae and Associates ») et avec une société dénommée « Lapis Communications » (organisme basé aux Émirats arabes unis, et identifié comme fournissant des « services » au ministère des Affaires étrangères et de la Coopération internationale des Émirats arabes unis) à la production et la diffusion d'un film scénarisé, produit et diffusé par PIC Media, mais aussi d'un site internet et d'une campagne médiatique d'influence intitulée « Qatar: A Dangerous Alliance », faisant passer le message que le Qatar soutient le terrorisme,. Ce soutien au terrorisme est devenu, selon l'ambassadeur du Qatar à Paris, un « présupposé communément admis » au sein du débat sur l'extrémisme en Europe. Des groupes djihadistes bénéficient de soutiens financiers venus d'acteurs privés, activités au sujet desquelles, le Département d'État des États-Unis accuse le pays de vigilance « inexistante », ou, pour Les Échos de « fermer les yeux ».

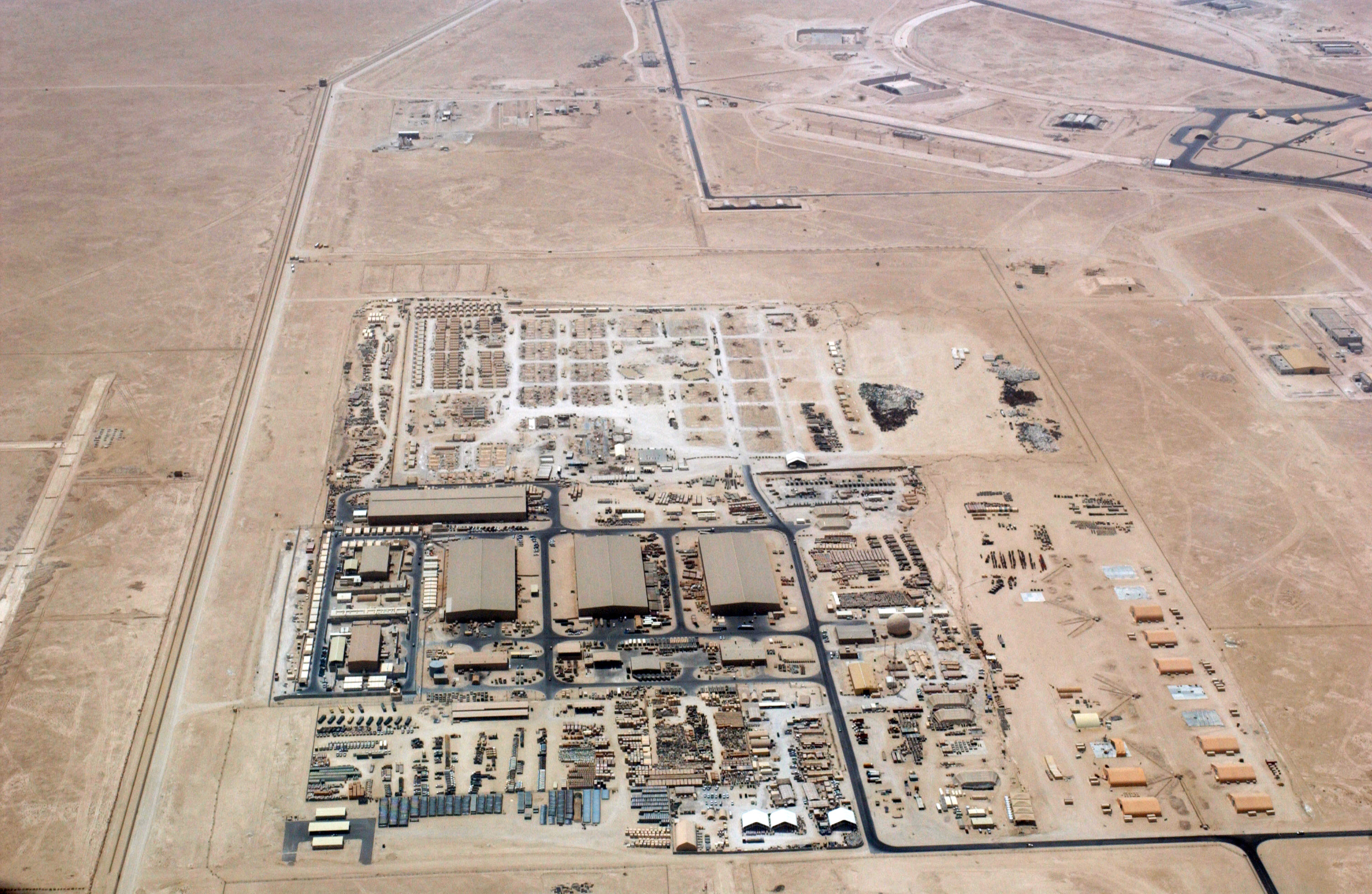
Base militaire américaine d'Al UIdeid.

Selon Pierre-Jean Luizard, historien et chercheur au CNRS : « L'État qatari ne soutient pas plus le terrorisme que l'État saoudien : aucun des deux ne le fait de façon directe. Beaucoup de fonds privés venus d'Arabie saoudite et des Émirats arabes unis financent l'Etat islamique. Ce n'est pas le cas au Qatar, qui ne veut pas gâcher sa course économique par des compromissions qui risqueraient de le voir accusé de complicité de terrorisme. Mais il est vrai que le Qatar a accueilli des prédicateurs salafistes, et ceux-ci diffusent dans le pays un discours djihadiste contre lequel l'Etat qatari ne fait rien, devenant ainsi la base arrière de beaucoup de prédicateurs salafistes ».
Pour François Burgat, directeur de recherche à l'Institut de recherches et d'études sur le monde arabe et musulman (IREMAM), ni le Qatar, ni l'Arabie saoudite ne soutiennent financièrement Al-Qaïda ou l'État islamique : « Sachant que les monarchies pétrolières sont la toute première des cibles régionales de Daech ou d'Al-Qaïda, l'idée que leurs élites gouvernantes les soutiendraient me paraît totalement hors de propos. Cela ne préjuge bien sûr pas de l'attitude des opposants à ces monarchies dont certains peuvent être tentés, par la voie de la révolution djihadiste ».
En Syrie, le Qatar soutient de nombreuses factions rebelles comme Ahrar al-Cham, le Liwa al-Tawhid, le Front islamique de libération syrien, la Brigade Ahfad al-Rassoul,, Faylaq al-Rahmane ou Faylaq al-Cham. En 2017, L'Orient-Le Jour indique que « selon les analystes et des factions sur le terrain » le Hayat Tahrir al-Cham pourrait avoir des liens avec le Qatar, ce que le Qatar dément formellement.
Lors de la Deuxième guerre civile libyenne, le Qatar soutient le gouvernement de Tripoli, dominé par les Frères musulmans, et finance la coalition militaire Fajr Libya,. Le Qatar a nié être lié aux Frères musulmans, soulignant que Doha travaille avec les gouvernements, pas les groupes politiques. De plus, Cheikh Tamim a rencontré Abderrahmane Souihli à Doha et a déclaré que le Qatar soutenait le gouvernement libyen «légitime», en particulier le Conseil de la présidence et le gouvernement de l'Accord national.

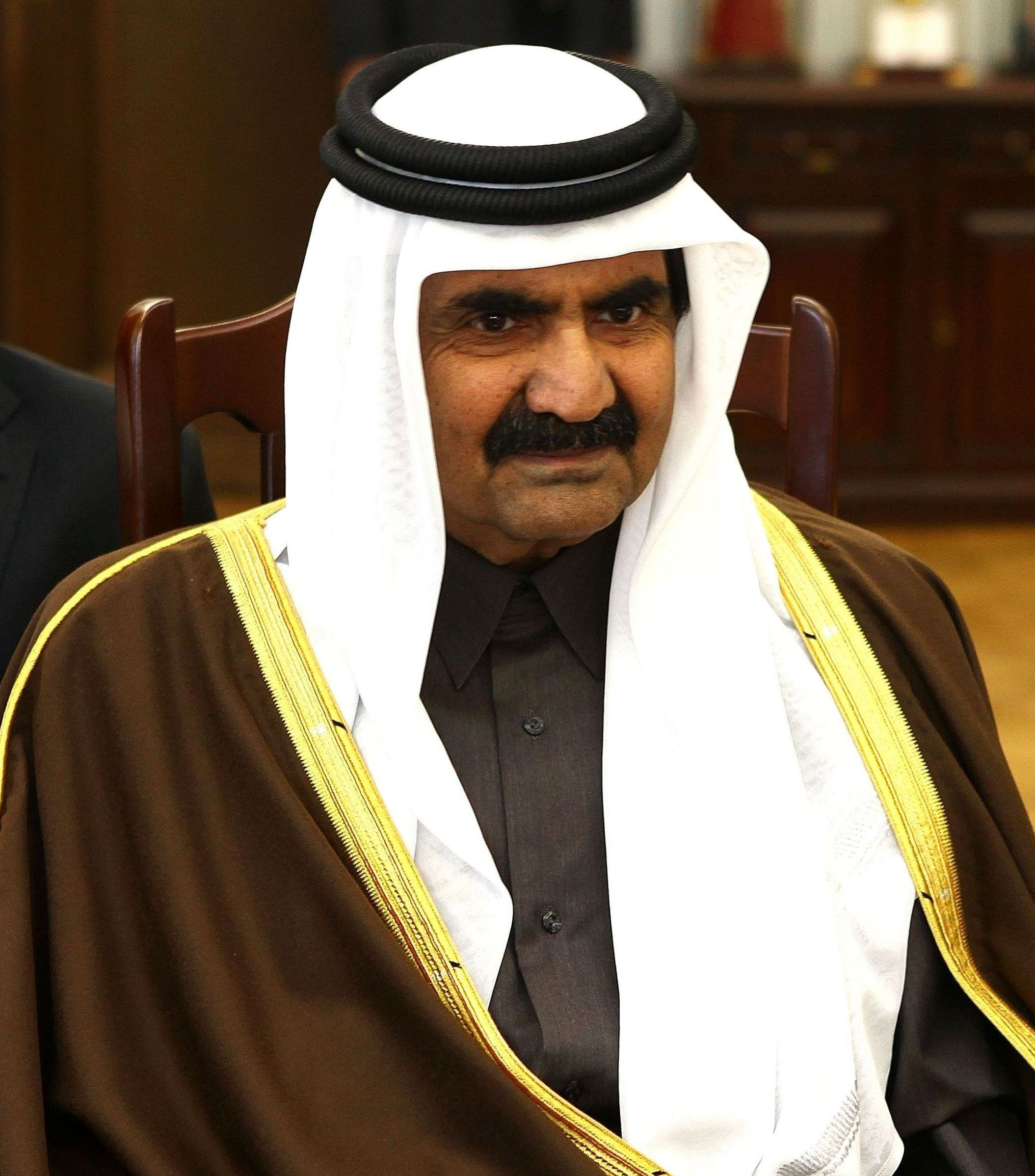
Sheikh Hamad Bin Khalifa Al Thani, Émir du Qatar (1996-2013)

En Égypte, le Qatar soutient Mohamed Morsi et condamne le coup d'État mené par l'armée qui porte le maréchal Abdel Fattah al-Sissi au pouvoir,.
Le 19 décembre 2014, le Qatar signe un accord de défense avec la Turquie.
Le 4 mars 2014, David Cohen, sous-secrétaire américain au Trésor, chargé de la lutte contre le financement du terrorisme, révèle que le Qatar, pourtant un allié américain de longue date, finance depuis de nombreuses années le mouvement palestinien Hamas,. Cependant, les responsables qatariens déclarent qu'ils fournissent une aide financière à la bande de Gaza en pleine coordination avec les Nations unies et les États-Unis.
En 2017, une crise diplomatique secoue les pays du Golfe après des propos conciliants attribués à l'émir du Qatar envers l'Iran, le Hamas et le Hezbollah,,,,,,. Bien que l'émir Tamim ben Hamad Al Thani ait démenti avoir formulé de telles déclarations, l'Arabie saoudite, les Émirats arabes unis, l'Égypte, Bahreïn, le gouvernement yéménite d'Abdrabbo Mansour Hadi, le gouvernement libyen de Tobrouk, la Mauritanie, les Maldives, les Comores et l'île Maurice annoncent à partir du 5 juin 2017 la rupture de leurs relations diplomatiques avec le Qatar, en l'accusant de soutenir « les Houthis, [...] les Frères musulmans, Daech et Al-Qaïda »,,,,,,,. Le Qatar est exclu de la coalition qui mène alors l'« opération redonner espoir » au Yémen,. Il est également mis sous quarantaine avec la fermeture des frontières terrestres, aériennes et maritimes,. Plusieurs compagnies aériennes Etihad, Emirates, Flydubai et Air Arabia, ainsi que la Saudia et Gulf Air suspendent leurs vols en direction du Qatar. L'Arabie saoudite annonce la fermeture des bureaux de la chaine Al Jazeera de Riyad.
Le 25 octobre 2017, un accord de défense et de coopération militaire est signé entre le Qatar et la Russie, ainsi qu'un mémorandum d'entente concernant la coopération dans le domaine de la défense anti-aérienne et les fournitures d'armes.
En janvier 2021, les relations diplomatiques avec les autres pays arabes de la région et en particulier avec l'Arabie saoudite sont rétablies.
En décembre 2022, après des accusations de corruption concernant notamment l’ancienne vice-présidente du Parlement européen, la Grecque Éva Kaïlí, le Qatar menace l’Union européenne d’un « effet négatif » sur « la sécurité énergétique mondiale ». Le Qatar a nié toute implication dans une affaire de corruption en cours d'investigation par les autorités belges.
Le Qatar et les États-Unis ont signé un accord le 2 août 2024 à Doha pour améliorer la coopération en matière de sécurité entre les deux pays.

### Forces armées
Bien que le Qatar soit un très petit pays, il possède une armée importante, et détient même le record mondial des armements toute catégorie, par rapport à son nombre d'habitants. Outre ses 27 500 soldats, le Qatar a entamé en 2018 l'embauche de 25 000 mercenaires contractuels étrangers, venus essentiellement du Pakistan, de Turquie et de quelques autres pays amis. Hormis les officiers supérieurs, la grande majorité des forces armées qatariennes sont composées de soldats étrangers.
L'armée qatarienne est surtout pourvue d'un équipement extrêmement sophistiqué, constitué notamment d'avions français et américains, de chars Leopard allemands, de véhicules blindés turcs et de missiles chinois.
Le pays abrite une énorme base militaire américaine à Al-Udeid, et constitue le siège de l'United States Central Command.
Les importations d'armes au Qatar ont augmenté de 166 % entre 2013 et 2017 comparativement à la période 2008-2012.

### Situation des Droits de l'homme
La situation des droits de l'homme au Qatar est une préoccupation importante de plusieurs organisations non gouvernementales, bien que des améliorations significatives sont enregistrées depuis que Hamad ben Khalifa Al Thani s'empare du pouvoir au milieu des années 1990. Sous son gouvernement, l'émirat connaît une période de rapide libéralisation et de modernisation, tout en conservant néanmoins son identité islamique. Entre autres choses, le Qatar est connu pour être le premier pays des États arabes du Golfe à donner aux femmes le droit de vote,. La possibilité pour les femmes d'occuper des postes qualifiés s'est également accrue, y compris celle de briguer et de tenir des mandats électifs.

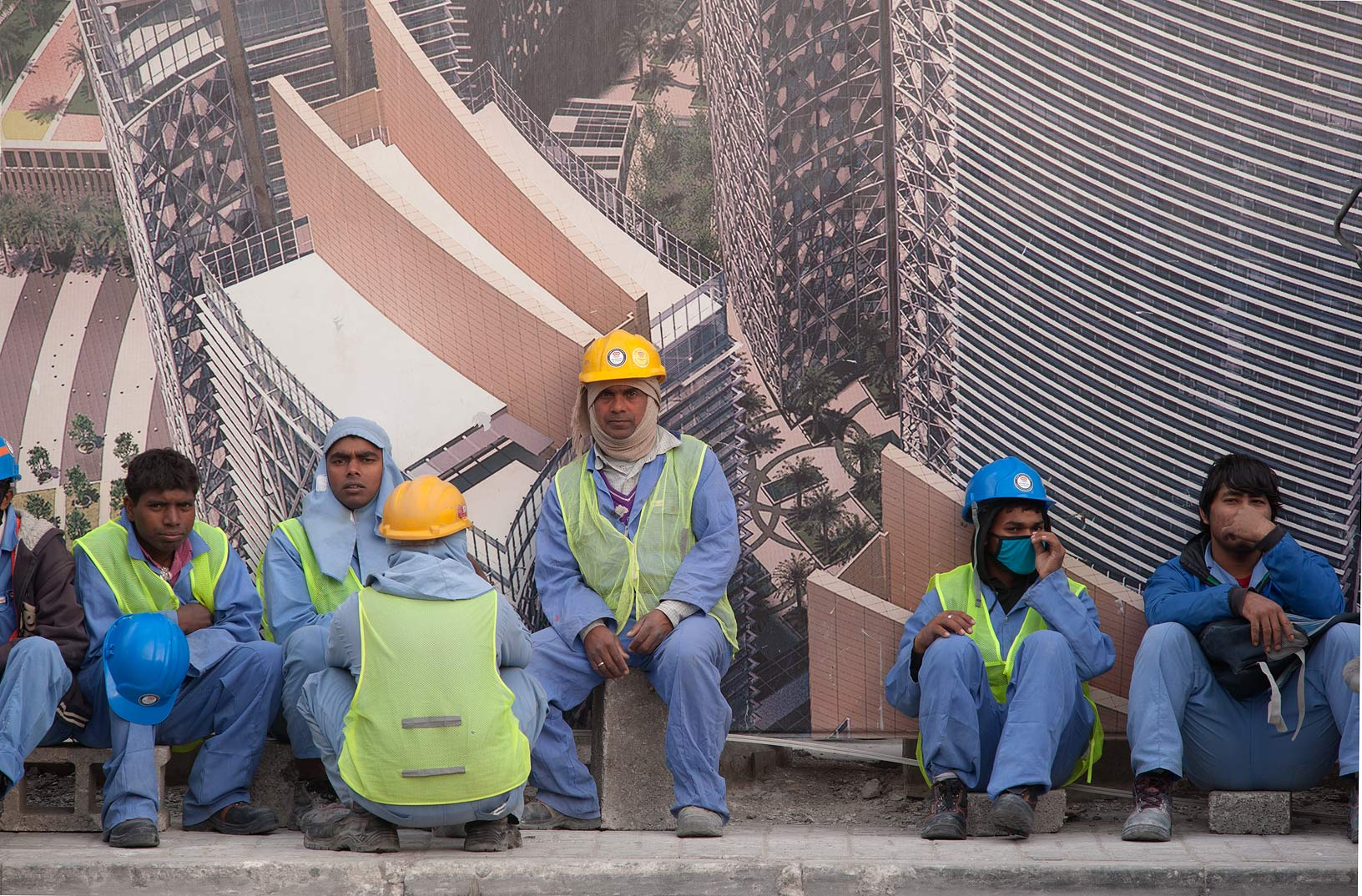
Travailleurs étrangers à Doha.

Cependant, la situation de la très nombreuse population de travailleurs migrants est très préoccupante. Selon Human Rights Watch, en juin 2012, des centaines de milliers de travailleurs migrants, pour la plupart en provenance d'Asie du Sud et employés au Qatar sur des chantiers de construction, courent le risque d'une grave exploitation et de maltraitance, au point que l'on peut parler de travaux forcés ou d'esclavage. Les fortes réactions suscitées dans le monde par les morts sur les chantiers de la Coupe du monde de football 2022 et la crainte que les conditions de travail sur ces chantiers n'occasionnent la mort de plus de 4 000 travailleurs étrangers avant même le début de la Coupe du monde ont amené le gouvernement du Qatar à promettre une nouvelle législation qui abolirait le système de « parrainage », le kafala, au cœur des problèmes constatés. En 2016, en dépit des promesses du Qatar d'améliorer les conditions de vie des travailleurs migrants, la présence de travail forcé, de violences, les « logements insalubres et étroits » demeurent prépondérants,. Un rapport d'Amnesty International de mai 2017 évoque également ces problèmes. En novembre 2017, l'Organisation internationale du travail (OIT) décide de clore la plainte qui visait le Qatar sur la violation des droits des travailleurs immigrés.
Le 30 août 2020, à la suite de l’adoption de la loi no 18 de 2020, le Qatar adopte une réforme de son Code du travail. Les travailleurs immigrés peuvent désormais changer de travail avant la fin de leur contrat sans avoir à obtenir au préalable un certificat de non-objection de la part de leur employeur. Cette nouvelle loi qui s’ajoute à l’abandon plus tôt cette année des obligations en matière de permis de sortie du territoire, conduit au démantèlement effectif du système de parrainage connu sous le nom de « kafala », marquant ainsi le début d’une ère nouvelle pour le marché du travail au Qatar.
Pour ce qui est du droit de la nationalité, le Qatar veille particulièrement à ne pas permettre aux travailleurs immigrés d'obtenir la nationalité qatarienne. Les enfants n'acquièrent pas la nationalité qatarienne lorsqu'ils naissent au Qatar, même si leur mère est elle-même qatarienne. La peine de mort reste en vigueur, ainsi que les punitions corporelles, notamment la flagellation.
La liberté d'expression a subi une atteinte grave avec la condamnation à la prison à vie du poète qatarien Mohammed al-Ajami du fait des critiques qu'il formule contre le gouvernement du Qatar lors de la Conférence de Doha de 2012 sur les changements climatiques. Une certaine liberté de culte est admise en faveur des travailleurs étrangers et des touristes, à condition que la pratique religieuse reste discrète et s'abstienne de tout signe extérieur ostentatoire.
Dans le domaine de la vie privée, la charia interdisant toute relation sexuelle hors mariage, les relations extraconjugales sont interdites, et les actes homosexuels sont passibles de la peine de mort.

### Subdivisions administratives

Provinces du Qatar depuis 2004.

Depuis 2004, le Qatar comprend sept subdivisions appelées baladiyat (arabe : بلدية baladiyah, pluriel بلديات baladiyat) :
| Subdivisions (baladiyat) | Superficie | Population |
| ------------------------ | ---------- | ---------- |
| Ash Shamal               | 860 km2    | 8 794      |
| Al Khawr                 | 996 km2    | 202 031    |
| Umm Salal                | 318 km2    | 90 835     |
| Al Daayen                | 290 km2    | 54 339     |
| Al Rayyan                | 2 511 km2  | 605 712    |
| Ad Dawhah                | 234 km2    | 956 457    |
| Al Wakrah                | 2 577 km2  | 31 009     |

## Géographie

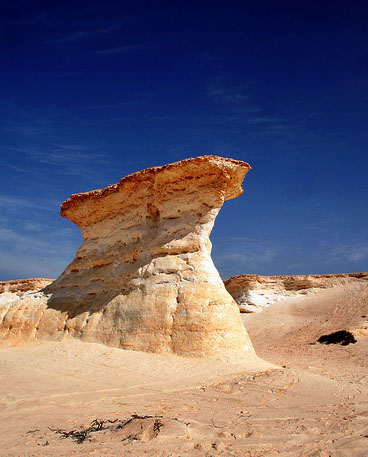
Formations rocheuses à Zekrit près de Dukhan.

Le Qatar est une presqu'île de 11 586 km2 située sur la rive sud du golfe Persique. Il est limitrophe de l’Arabie saoudite au sud et est bordé par le golfe de Bahreïn à l'ouest, il partage une frontière maritime avec Bahreïn au nord-ouest. Le pays s'étend sur 160 km de longueur et 80 km dans sa plus grande largeur. Ses 563 km de côtes furent jusqu'au XXe siècle la source de ses principales richesses, tirées de la pêche et des huîtres perlières.
La majeure partie de la péninsule qatarienne est une plaine stérile recouverte de sable. Au sud-est se trouve Khawr al Udayd ou « la mer intérieure ». Le pays est très majoritairement plat. Son point culminant est le Qurayn Abu al Bawl. Il est situé dans le Jebel Dukhan et ne dépasse guère 90 m. C’est dans ce secteur que l’on trouve les principaux gisements terrestres de pétrole du Qatar, alors que les gisements de gaz naturel sont en mer, au nord-ouest de la péninsule.
Le climat du Qatar est désertique, chaud en été et très doux en hiver. Pendant l’été, les températures varient de 40 à 50 °C. Les averses hivernales sont minimes et la pluviométrie n’excède pas 75,2 mm par an. La végétation du Qatar est typique d’un tel climat : maigre, éparse, constituée de quelques broussailles épineuses et de quelques arbres d’espèces peu variées (parmi lesquelles prédominent les palmiers…). Les pluies d’hiver et de printemps viennent chaque année reverdir le désert, mais seulement pendant quelques semaines.
Doha, la capitale du Qatar, est aussi sa principale ville. Elle concentre la moitié de la population qatarienne et la quasi-totalité des infrastructures hôtelières et sportives du pays, et abrite le Palais royal (Diwan Emiri).

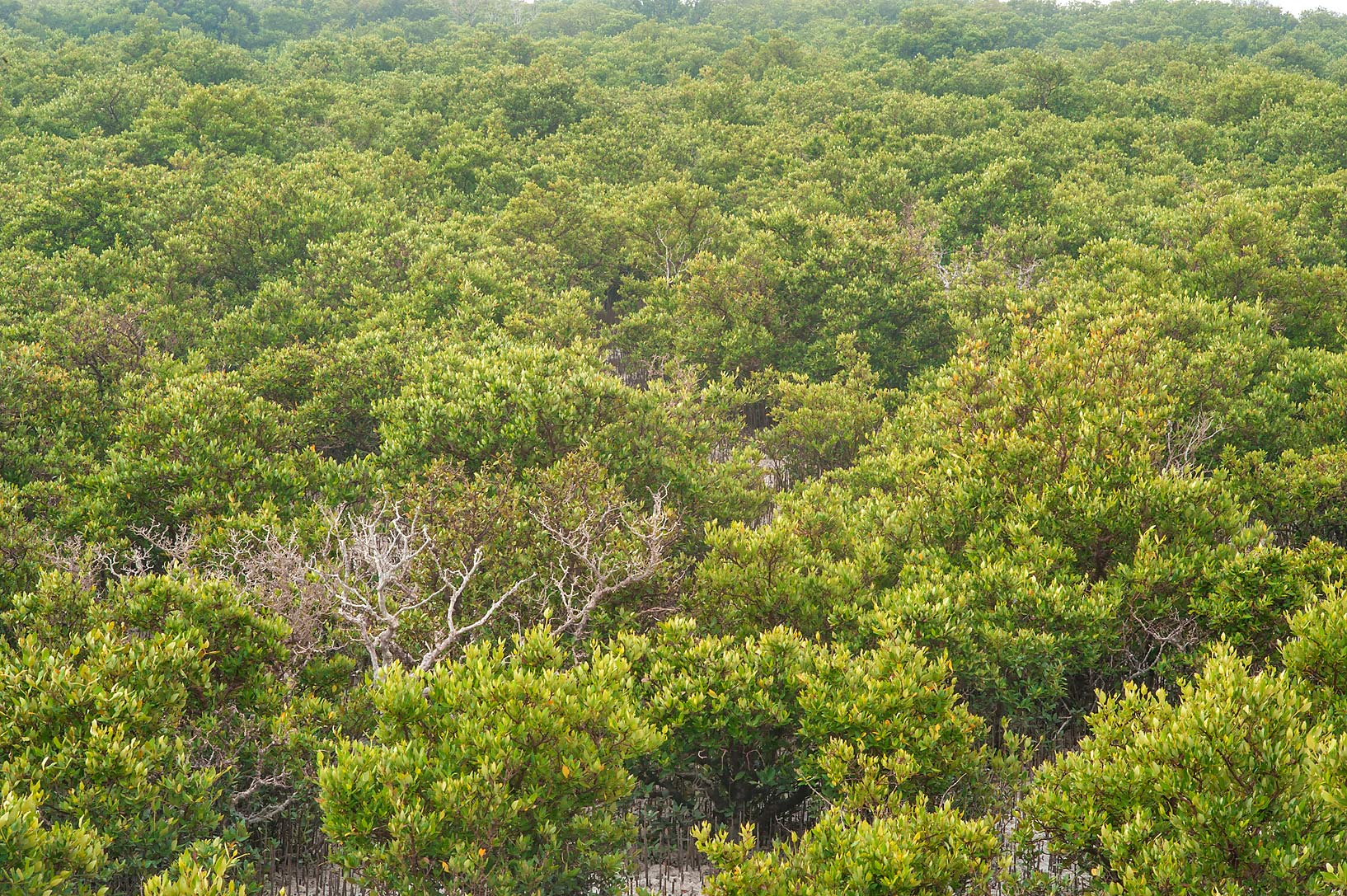
Île d'Al Khor

En 1986, un contentieux régional est ravivé lorsque les forces qatariennes occupent l'îlot de Fecht el-Dibel, également revendiqué par Bahreïn ; il est finalement apaisé par les termes d'un accord de paix. La découverte de gisements pétroliers, au début des années 1990, est le prétexte à de nouveaux différends territoriaux concernant la région de Zubarah et les îles Hawar situées à l'ouest du pays. Le règlement proposé par la Cour internationale de justice en mars 2001 déclare :
1. à l'unanimité que le Qatar dispose de la souveraineté sur Zubarah ;
2. dit par douze voix contre cinq que Bahreïn a souveraineté sur les îles Hawar ;
3. rappelle à l'unanimité que les navires du Qatar jouissent dans la mer territoriale de Bahreïn séparant les îles Hawar des autres îles bahreïnies du droit de passage inoffensif consacré par le droit international coutumier ;
4. dit par treize voix contre quatre que le Qatar a souveraineté sur l'île de Janan, y compris Hadd Janan ;
5. dit par douze voix contre cinq que Bahreïn a souveraineté sur l'île de Qit'at Jaradah (en) ;
6. dit à l'unanimité que le haut-fond découvrant de Fasht ad Dibal relève de la souveraineté du Qatar.

Le règlement est accepté par les deux pays et le Qatar déclare fériés les deux jours suivant la proclamation de la décision.
Pendant l'été 2018, l'Arabie affirme sa volonté de construire le Canal de Salwa qui transformerait le pays en île.

### Environnement
Le Qatar est en 2017, le pays rejetant le plus de CO2 par habitant dans l'atmosphère. Ces rejets étaient de l'ordre de 45,4 tonnes par habitant en 2014, quand la moyenne mondiale s'élevait à 5,0 tonnes. Ceci est dû à la fois à un niveau de consommation par habitant très élevé, supérieur à celui des pays développés, et à une forte extraction d'hydrocarbures, très énergivore.
En 2019, le Qatar a la pire empreinte écologique des pays figurant au classement de Global Footprint Network, le « jour du dépassement » tombant le 11 février .
En 2012, le pays a accueilli deux rencontres internationales sur le thème de l’environnement et du développement durable : le troisième sommet qatarien sur les énergies alternatives et le sommet 2012 sur le climat sous l'égide des Nations unies.
95 % de la population du pays se concentre sur moins de 10 % de la superficie du pays, surtout à Doha et sa grande banlieue, et la côte nord. Donc, moins de 5 % de la population vit sur une surface de plus de 90 % du territoire, surtout des Bédouins, en des terres très arides et désertiques, ce qui laisse vide d'hommes la majeure partie du territoire.
La température moyenne a augmenté de deux degrés depuis la période préindustrielle et peut dépasser 46 degrés en été. En raison de la chaleur extrême, les rues sont climatisées, aggravant encore le réchauffement. Alors que 60 % de la consommation d'électricité est destinée à la climatisation, la consommation électrique pourrait presque doubler au cours de la décennie 2020 selon certaines projections.

### Sécurité alimentaire
Le Qatar a peu de terres cultivables sur son territoire et importe 90 % de ses besoins alimentaires. Il met en place en 2009 le Programme national pour la sécurité alimentaire.
Par ailleurs, le Qatar crée en 2012 l'Alliance mondiale des pays désertiques, une coalition de gouvernements de pays secs, dont font partie l'Algérie, l'Égypte, l'Irak et le Mexique.

## Économie
L'unité monétaire est le riyal qatarien, divisible en cent dirhams.
Le taux de croissance annuel était de 6,2 % en 2012.

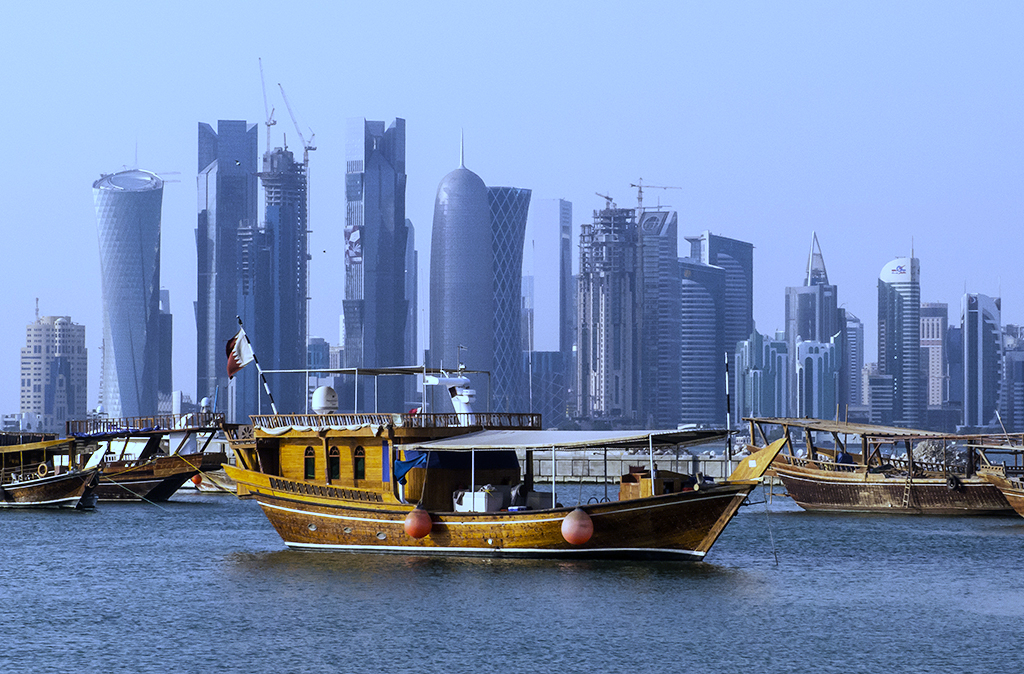
Doha, capitale du Qatar.

Jusqu'en 2014 le Qatar possède la croissance économique la plus vive de la région du Golfe grâce aux renchérissements des cours du pétrole mais aussi depuis quelques années à la mise en place de son programme gazier mais l'économie du pays reste très dépendante du pétrole qui représentait en 2014 plus de 66 % de ses revenus. Aussi le krach sur le cours du baril qui passe de 127 $ fin 2014 à 30 $ en janvier 2016, a mis le budget 2015 en déficit, le budget 2016 étant prévu en déficit de 12,77 milliards de dollars. Le pays est à la onzième place au palmarès des producteurs OPEP pendant la décennie 2010, derrière l'Arabie saoudite et l'Irak, l'Iran et les Émirats.
En 1920, le Qatar est essentiellement une région de pêche et de culture de perles. Après l’arrivée de la perle japonaise sur le marché mondial dans les années 1920 et 1930, l’industrie de la perle au Qatar stagne du fait de cette nouvelle concurrence. C'est la découverte du pétrole dans les années 1940, qui transforme complètement l'économie du pays. Les ressources principales du Qatar proviennent maintenant des exportations de pétrole et de gaz naturel. À fin 2013, les réserves de pétrole du pays sont estimées à 25,1 milliards de barils (2,6 milliards de tonnes), soit 1,5 % des réserves prouvées mondiales, ce qui le classe parmi les vingt premières puissances pétrolières de la planète, juste devant la Chine et le Brésil. Le Qatar détient actuellement les troisièmes réserves de gaz (24 700 milliards de mètres cubes soit 13,3 % des réserves prouvées mondiales à fin 2013) après l’Iran et la Russie. Il est le quatrième producteur loin derrière les États-Unis et la Russie et à peu près au même niveau que l'Iran et le Canada.
Le pays accueille la première bourse des matières énergétiques du Moyen-Orient, Energy City. La ville s'étend sur 2 km2 et accueille les bureaux des sociétés du secteur, ainsi qu’une myriade de services : laboratoires, banques, assurances, centres de formations, hôtels pour un coût de construction global de 2,6 milliards de dollars. La dépendance à l’égard du gaz et, dans une moindre mesure, du pétrole, a incité les autorités qatariennes à s’orienter vers une diversification de l’économie. Elles entendent ainsi développer le tourisme et se confronter à la concurrence de Dubaï, notamment avec la construction de The Pearl, un archipel artificiel dédié au tourisme. Le Qatar est par ailleurs le premier émetteur mondial de CO2 par habitant, avec une émission par habitant trois fois supérieure à celle des États-Unis.
En 2024, le Qatar est classé en 49e position pour l'indice mondial de l'innovation.

### PIB
Au PIB nominal, le Qatar, avec un PIB estimé à 173 milliards en 2012, est cependant très loin derrière les dix grandes puissances que sont (dans l'ordre) les États-Unis, la Chine, le Japon, l'Allemagne, la France, le Royaume-Uni, le Brésil, la Russie, l'Inde, et l'Italie. Il est également derrière des moyennes puissances comme la Colombie, l'Argentine, le Nigeria, l'Indonésie ou l'Afrique du Sud. De ce fait, le Qatar n'est classé qu'au 50e rang des puissances économiques.
L'économie du Qatar dépend en grande partie d'une importante main-d'œuvre étrangère travaillant principalement dans le secteur de la construction. Le PIB du Qatar a plus que triplé en cinq ans, atteignant le chiffre de 173 milliards de dollars en 2013. En outre, le pays génère de très confortables excédents financiers, ce qui lui permet de lancer de grands programmes industriels. Les hydrocarbures emploient 38 % de la population et génèrent 60 % du PIB, le secteur des services (tourisme, construction) emploie quant à lui 59 % de la population.
À côté du pétrole et du gaz, l’agriculture, l’élevage et la pêche, ressources traditionnelles du Qatar, sont également à l’ordre du jour, grâce à l’implantation de fermes expérimentales de l’État. La pêche, quant à elle, satisfait à 90 % la demande locale. Défendant cependant le principe de la libre entreprise, il encourage l’investissement privé par certaines incitations fiscales comme la suppression d’impôt sur le revenu des personnes physiques. Quant aux sociétés étrangères, elles sont imposées de 5 % à 35 % sur les bénéfices qu’elles réalisent sur place, encore que nombre d’entre elles fassent exception à la règle, soit parce qu’elles sont des coentreprises, soit parce qu’elles sont sous contrat avec l’État.
Le PIB par habitant atteint, selon le FMI, 78 260 $ en 2009. Sur 1,7 million d'habitants estimés en avril 2010, plus de 350 000 sont des Népalais (selon l'ambassade, en 2011), formant la deuxième communauté d'expatriés après les Indiens. L'immense majorité n'est pas ou peu qualifiée et 61 % d'entre eux gagnent entre 114 et 152 € par mois.
En moins d'une génération, l'émirat connaît un enrichissement sans précédent, notamment grâce aux réformes de Hamad ben Khalifa Al Thani[réf. nécessaire]. Au pouvoir de 1995 à 2013, l'émir fait de cette péninsule l'un des États les plus prospères du monde, avec gratte-ciel, centres commerciaux, hôtels, lotissements chics, villas luxueuses, universités et musées. La capitale, Doha triple en superficie depuis la fin des années 1990, et n'en finit pas de grignoter le désert.
Qatar Airways est l'une des quatre compagnies aériennes mondiales classées cinq étoiles Skytrax et élue meilleure compagnie aérienne au monde en 2011, 2012, 2015, 2017 et 2019.
En ce qui concerne la population active, 69 % travaillent dans le secteur des services, 28 % dans l’industrie et 3 % dans l’agriculture. L'agriculture réalise uniquement 1 % du PNB. Malgré d'importants investissements, principalement dans le système d'irrigation, le pays n'est pas autosuffisant.

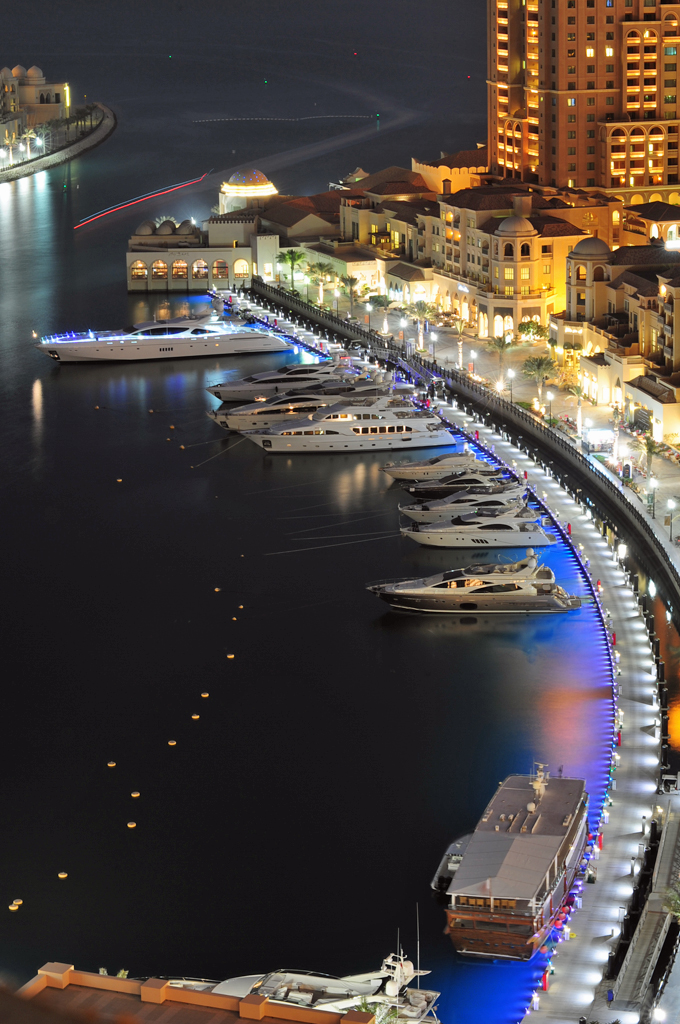
The Pearl, archipel d'îles artificielles, au Qatar

Le premier client du Qatar est de loin le Japon. Les fournisseurs sont plus diversifiés : Japon, Royaume-Uni, France, États-Unis et Allemagne. Le pays est doté d'un réseau routier assez développé, de 1 230 km de routes et 418 km d'autoroutes. Il possède un aéroport international à Doha, agrandi et rénové à l'occasion des Jeux asiatiques de 2006. La capitale, Doha, et Mesaieed (pour les industries pétrolières) sont les deux ports importants du pays.
Le taux de chômage du Qatar est presque nul puisqu'il avoisine 0,1 % en 2017. En 2015, les Qatariens occupent moins de 2 % de l'ensemble des emplois (la plupart des travailleurs sont des immigrés).
Jusqu'en 2016, les travailleurs migrants sont soumis à la « kafala ». Celle-ci peut s'apparenter à une sujétion où le salarié n'a aucun droit, étant placé sous la tutelle d'un « parrain », généralement son employeur. La médiatisation internationale de la dureté des conditions de travail sur les chantiers, notamment les stades en construction pour la coupe du monde de football 2022, a poussé l'émirat à entreprendre certaines réformes. La « kafala » est officiellement abolie et la poursuite du travail lorsque la température dépasse les 40 °C est interdite. Toutefois, les syndicats restent interdits, le ministère du travail n'a guère d'inspecteurs pour faire respecter la loi, et les peines encourues (400 euros d'amende) sont peu dissuasives. Les employés peuvent difficilement se risquer à présenter leur cas devant les tribunaux. Par exemple, une femme de ménage qui dénoncerait des mauvais traitements pourrait facilement être expulsée.
Le juriste égyptien Adnan Fayçal souligne que « le Qatar, comme ses voisins, est plus sensible aux législations du monde anglo-saxon. L’État est un simple arbitre, un modérateur des relations au sein de l'entreprise. En l'absence de syndicats, interdits, c'est un paradis pour les employeurs. »

## Transports

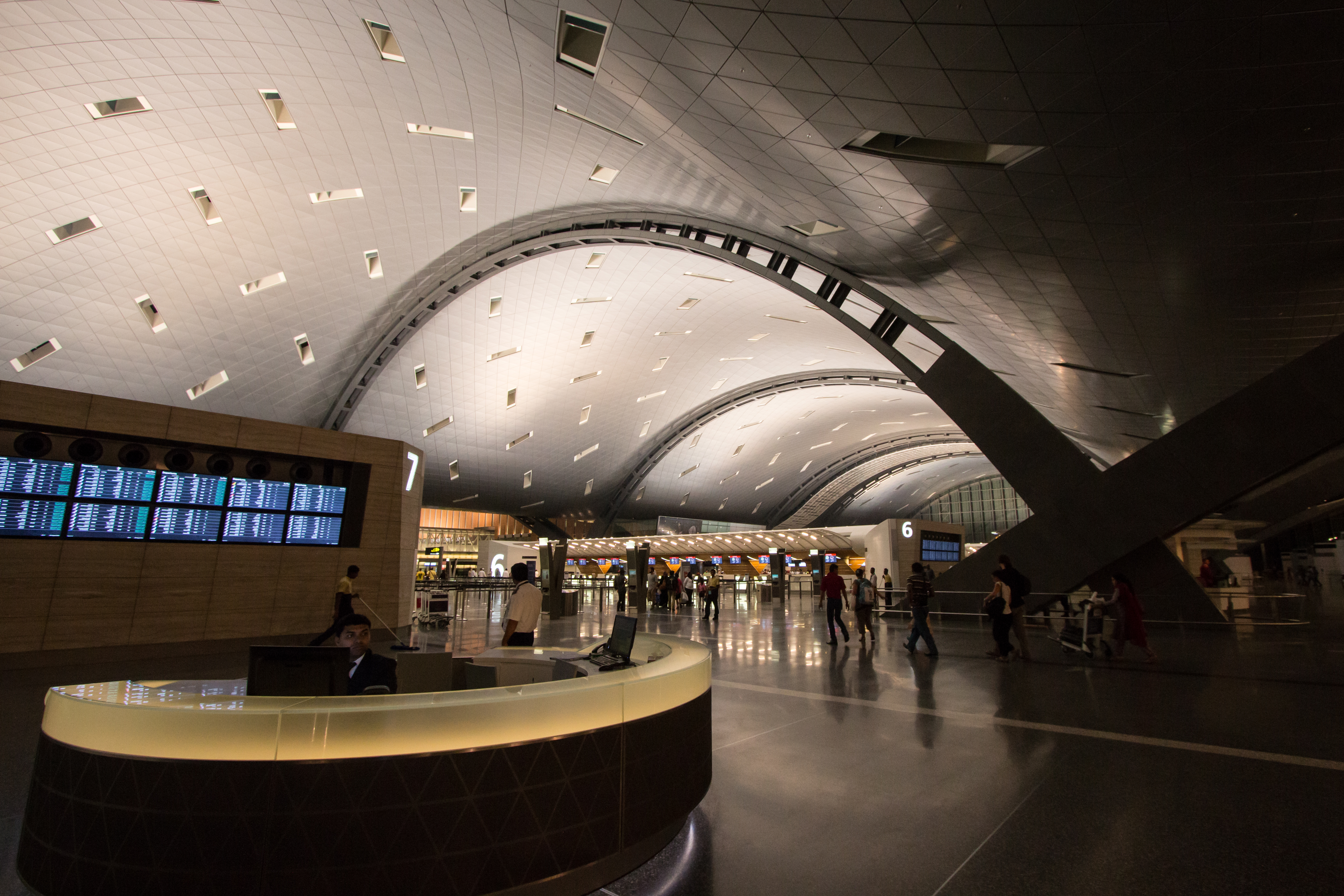
Aéroport international Hamad

## Démographie
Selon l'institut national de statistiques, la population du Qatar est estimée à 2 561 643 habitants en 2018. Le Qatar ne publie toutefois aucune statistique sur le nombre de ses ressortissants, qui représenteraient selon des organismes indépendants 10 % de la population en 2018. La densité de population est de 185 habitants au kilomètre carré. La majorité de la population est concentrée dans la capitale, Doha ; Al Rayyan est la deuxième ville du pays ; ces deux villes concentrent environ 80 % de la population. Les habitants du Qatar se nomment les Qatariens et Qatariennes,, les Qataris et Qataries (anglicisme selon une variante acceptée par la commission de terminologie de l'ONU,) ou les Qatariotes (ou encore les Katariens et Katariennes, les Kataris et Kataries ou les Katariotes (formes précédentes déclinées avec un K d’après la variante orthographique « Katar »).
L'arabe sert comme langue officielle mais l'anglais est largement utilisé. Le Qatar est une véritable mosaïque culturelle, du fait de l'important poids des étrangers. L'industrie pétrochimique attirant des gens du monde entier, la population du Qatar est composée à 65 % d'ouvriers immigrés. La plupart des immigrants viennent du sous-continent indien et des proches pays arabes qui ne sont pas riches en pétrole.
En raison de la grande quantité d'expatriés, majoritairement masculins, le Qatar a l'une des plus grosses différences de ratio entre les sexes dans le monde, avec environ trois hommes pour une femme. Ceci vaut également mais de façon moindre dans les autres pays arabes du Golfe Persique.

### Langues
Il existe au Qatar une triglossie linguistique institutionnelle, celle-ci comprenant l'arabe littéraire, l'arabe dialectal qatarien et la langue des signes qatarienne.
L'anglais est fréquemment usité dans les rapports commerciaux. Non seulement il a tendance à s'imposer comme une langue véhiculaire entre les différentes communautés culturelles qui composent le pays, mais également à devenir une langue de communication privilégiée pour l'importante diaspora d'expatriés que compte le pays. Face à ce tout-à-l'anglais en nette expansion, le gouvernement qatarien a mis en œuvre des mesures ayant pour but la revalorisation de l'utilisation de la langue arabe dans le pays.
Le persan (ou farsi) est la seconde langue étrangère importante, du fait que l'Iran est proche, et que ce pays est un important partenaire économique, surtout pour des ventes concernant l'alimentation (viandes, laitages, fruits et légumes, etc.). De plus, le Qatar a une minorité musulmane chiite dont une grande partie de ce groupe confessionnel parle couramment le farsi.
En 2012, notamment pour des raisons de proximité géopolitique avec l'Afrique francophone, le Qatar adhère à l'Organisation internationale de la francophonie en tant que membre associé, bravant ainsi la règle qui nécessite d'être d'abord reconnu comme membre observateur avant de pouvoir accéder au statut de membre associé. Une position que l'Organisation a justifiée à l'époque par le nombre non négligeable de francophones dans le pays : 200 000 expatriés parleraient ainsi français, soit le dixième de la population qatarienne. Toutefois, il semblerait que le Qatar ait rapidement perdu intérêt dans l'Organisation et trois ans plus tard le pays risquait l'expulsion pour non-paiement de sa cotisation annuelle.
Conséquence de la mosaïque multiculturelle du pays, de nombreuses autres langues y sont parlées telles que l'hindi, l'ourdou, le tamoul, le népalais ou encore le tagalog.

### Religion
L'islam d'obédience wahhabite est la religion d'État du Qatar. En dehors de l'Arabie saoudite, le seul autre pays « dont la population indigène est wahhabite et qui adhère à la croyance wahhabite », est la petite monarchie du Golfe du Qatar,, mais le wahhabisme au Qatar est moins strict. Contrairement à l'Arabie saoudite, le Qatar a apporté des changements significatifs dans les années 1990. Les femmes sont désormais autorisées à conduire et voyager seules ; les non-musulmans sont autorisés à consommer de l'alcool et du porc. Le pays parraine un festival de cinéma, a des « musées d'art de classe mondiale », abrite la chaîne d'informations Al Jazeera et accueille la Coupe du monde de football 2022. Des Qatariens attribuent leur interprétation différente de l'islam à l'absence d'une classe cléricale indigène et à l'autonomie de la bureaucratie (vis-à-vis de l'autorité des affaires religieuses, des dotations, du Grand Mufti), et au fait que les dirigeants qatariens ne tirent pas leur légitimité d'une telle classe,.
En revanche, il y a des fidèles d'autres religions, notamment des chrétiens, parmi les nombreux travailleurs étrangers.
Selon le recensement de 2004, 77,5 % de la population est musulmane, 9 % est hindouiste, 8,5 % est chrétienne et 5 % est adepte d'autres religions.
La plupart des Qatariens sunnites sont wahhabites, soit 46,87 % de l'ensemble des Qatariens.

## Tourisme
Le secteur du tourisme n’occupe à ce stade qu’une place de second plan dans l’économie qatarienne — toujours dominée par le secteur des hydrocarbures — et souffre de la crise régionale depuis le 5 juin 2017. Il constitue toutefois l’un des piliers de la stratégie de diversification de l’économie et les autorités mettent les moyens pour développer ce secteur.

### Visa
Les citoyens des pays faisant partie du Conseil de coopération du Golfe (Bahreïn, Koweït, Oman, Arabie saoudite et Émirats arabes unis) n'ont pas besoin de visa pour entrer au Qatar.

### Flux touristiques
Les flux touristiques à destination du Qatar ont connu une forte hausse sur la période 2010-2016 (+ 10,5 % par an en moyenne) notamment grâce au développement rapide de la compagnie nationale Qatar Airways, qui dessert plus de 160 destinations à travers le monde, et à la mise en service du nouvel aéroport international de Doha en 2014. Ces flux sont néanmoins sur une tendance baissière dans le contexte de crise régionale depuis juin 2017, la frontière terrestre avec l’Arabie saoudite étant fermée et les vols en provenance des Émirats arabes unis, de l’Arabie saoudite, de Bahreïn et de l’Égypte suspendus. Le trafic passager à l’aéroport de Doha a ainsi été ramené de 37,3 millions de personnes en 2016 à 34,5 millions en 2018. Dans ce contexte, le Qatar a accueilli 1,8 million de visiteurs en 2018 (contre 2,3 millions en 2017 et 2,9 millions en 2016), la voie aérienne constituant le premier point d’entrée suivie de la voie maritime (cf. supra). La provenance des touristes a par ailleurs quelque peu évolué. Les ressortissants des pays du CCEAG représentent 48 % des visiteurs en 2016, ceux d’Asie 22 % et ceux d’Europe 15 %. En 2018, ceux d’Asie (41 %) et de l’Europe (29 %) sont en revanche majoritaires devant ceux des pays du CCEAG (11 %).

### Parc hôtelier
Le parc hôtelier connaît une croissance rapide au moins jusqu'en 2022, le nombre de chambres étant passé de 15 900 en 2014 à 25 900 en 2018 (dont 80 % de chambres quatre et cinq étoiles). Avec environ 50 000 chambres disponibles en 2022, cette hausse de l’offre ne s’accompagne pas d’une hausse comparable de la demande si bien que les performances du secteur hôtelier sont dégradées. Le taux d’occupation des chambres est ramené de 62 % en 2016 à 58 % en 2017 avant de remonter à 61 % en 2018. Le prix moyen par chambre est tombé sous les 400 QAR (après 437 QAR en 2017 et 483 QAR en 2016), impliquant une baisse du revenu par chambre disponible (232 QAR en 2018, après 254 QAR en 2017 et 299 QAR en 2016).

#### Tenue vestimentaire
En 2014, une campagne est lancée pour rappeler aux touristes l'importance de l'aspect vestimentaire au Qatar. Les touristes de sexe féminin sont tenues de ne pas porter de leggins, minijupes, hauts sans manche, ni de vêtements courts ou moulants dans les espaces publics. Les touristes de sexe masculin sont tenus de ne pas porter de shorts ou de débardeurs.

### Axes de développement
L’un des principaux axes de développement du secteur est le tourisme d’affaires, qui passe par l’accueil d’événements d’affaires d’envergure internationale. Le Qatar dispose d’une surface d’exposition de plus de 70 000 m2, répartie entre le Qatar National Convention Center (QNCC), le Doha Exhibition and Convention Center (DECC) et les nombreux hôtels de la ville, qui lui permet d’accueillir plus de cent forums d’affaires chaque année.
Le sport constitue le deuxième axe structurant de la stratégie du Qatar en matière de tourisme. Sous l’impulsion de Hamad ben Khalifa Al Thani, père de l’actuel émir du Qatar, le pays s’est lancé dans une politique de rayonnement par le sport, qui lui a permis de remporter l’organisation de prestigieux tournois internationaux : jeux asiatiques de 2006, championnats du monde de handball de 2015, championnats du monde de cyclisme sur route en 2016, championnats du monde de gymnastique artistique en 2018, championnats du monde d’athlétisme en 2019, et Coupe du monde de football 2022. Le pays a également mis l’accent sur la formation et la médecine sportives, avec pour objectif de faire du Qatar une destination prisée des athlètes internationaux.
Le Qatar met l’accent sur la promotion de Doha comme escale pour les croisières qui parcourent la région en hiver. vingt-deux paquebots ont ainsi fait escale au Qatar pour la saison 2017 (soit 66 000 passagers). La saison 2018-2019 devrait constituer un record avec 43 paquebots et 140 000 visiteurs.
Enfin, le Qatar investit dans le développement de son patrimoine culturel et dispose aujourd’hui de plusieurs musées phares.

## Culture
L’islam est la religion officielle de l’État du Qatar. On y compte plus de mille mosquées. La majorité des Qatariens sont des musulmans sunnites. La langue officielle du Qatar est l’arabe, mais l'anglais est la deuxième langue officielle du pays, et il est parlé couramment. D'autres langues comme le persan, l'ourdou et certaines langues orientales y sont parlés.
L'Ardha est la danse traditionnelle du pays ; elle est effectuée par l'émir lors des événements majeurs, comme le jour de l'indépendance ou le jour de l'aïd. Les chanteurs qatariens sont peu nombreux, et peu connus dans le monde arabe, à part Ali Abdel Sattar, mais ce dernier n'est apprécié que par les habitants du Golfe. Le plat traditionnel qatarien est à base de riz et d’épices : le majbouss.
Le Qatar comporte aussi une francophonie qui se manifeste dans des festivités annuelles, sur un site internet et grâce à une station de radio. Doha compte également un Institut français.
| Date        | Nom français                              | Nom local     | Remarques                                                                                             |
| ----------- | ----------------------------------------- | ------------- | --- |
| 3 septembre | Fête de l'indépendance                    | عيد الإستقلال | |
| 18 décembre | accession au trône de la famille Al Thani |               | |
|             | Aid el-fitr                               | عيد الفطر     | La date dépend du calendrier musulman (fête de deux jours marquant la fin du Ramadan)                 |
|             | Aid el-edha                               | عيد الإضحى    | La date dépend du calendrier musulman (fête qui marque la période du hadj, ou pèlerinage à La Mecque) |

### Mode de vie
Le Qatar demeure une société patriarcale où l'homme décide de tout. Ainsi, dans certaines familles, les femmes ne sont pas encore autorisées à sortir seules. Les mariages restent souvent arrangés. Quant à la mixité, elle est loin d'être la norme : à l'université du Qatar par exemple, filles et garçons étudient sur deux campus séparés. Ces règles sont si profondément ancrées que beaucoup de jeunes y adhèrent.
L'abaya est obligatoire au Qatar pour les femmes qatariennes,, mais elle n'est pas obligatoire pour les femmes étrangères. Les hommes portent le thobe avec une ghutra sur la tête.

### Médias

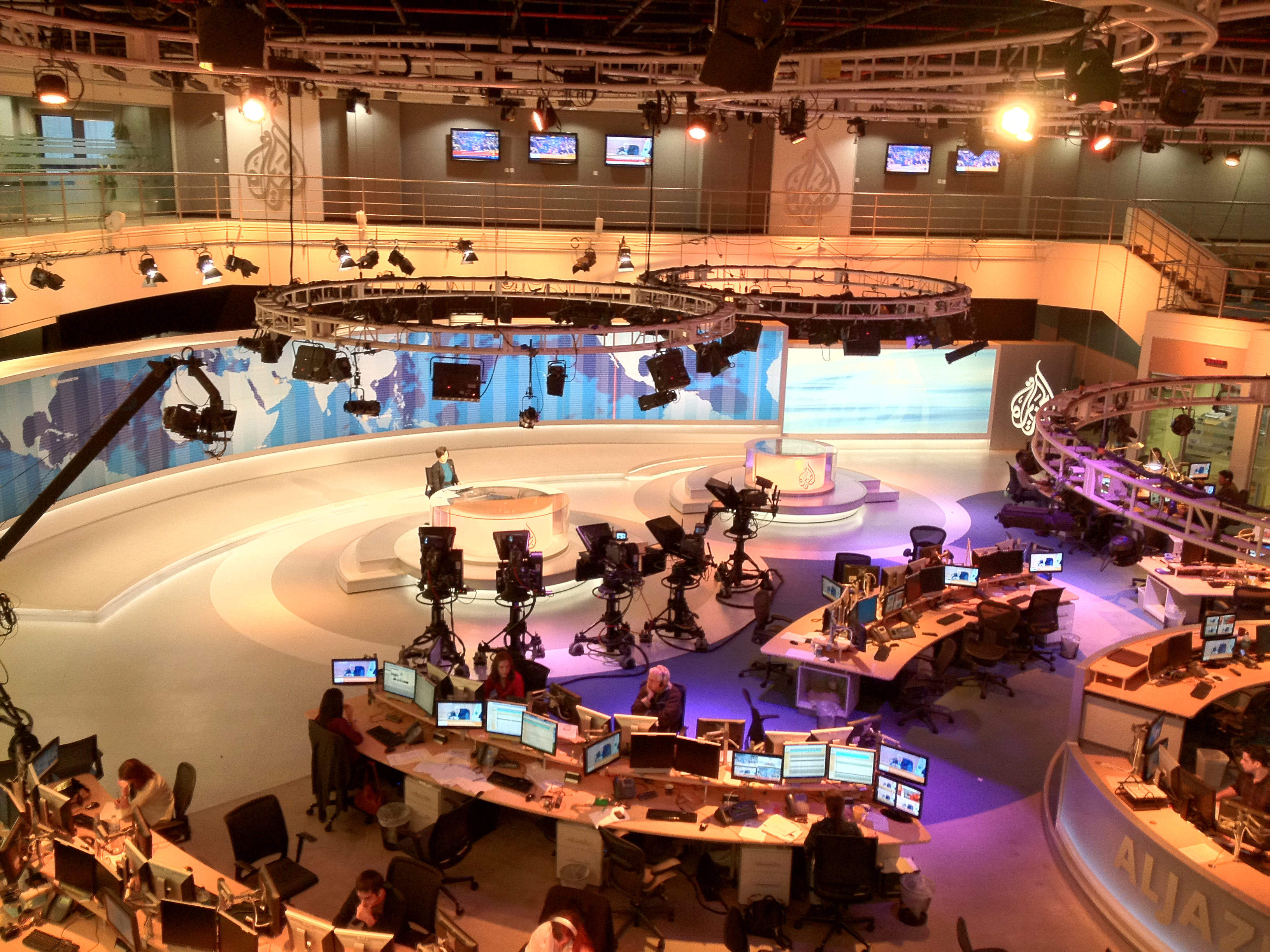
La salle de presse d'Al Jazeera English à Doha.

Certains journaux qatariens sont rédigés en arabe Al-Raya, Al-Sharq et Al-Watan et d'autres sont en anglais Gulf Times (version anglaise de Al-Raya) et The Peninsula (version anglaise de Al-Sharq). La première chaîne de télévision qatarienne, Qatar Television, a été lancée en 1970. Après quatre ans en noir et blanc, les retransmissions en couleur commencent en 1974. Une deuxième chaîne, principalement en anglais, est inaugurée en 1982 et diffuse un hebdomadaire en français le lundi (vers 18 h 45). La chaîne de télévision Al Jazeera, première chaîne d’informations en continu du monde arabe, est basée à Doha et est entièrement financée par l’État du Qatar[réf. nécessaire]. Elle est diffusée via satellite et regardée par près de quarante-cinq millions d’arabophones dans le monde. Le président du Conseil d’administration d’Al Jazeera est un membre de la famille royale. Présente dans trente-cinq pays, la chaîne de télévision Al Jazeera s'est imposée comme un véritable outil d'influence médiatique et diplomatique. Elle a permis de faire connaître le Qatar au reste du monde. Elle a aussi offert à l'émir une légitimité sans précédent, pour se positionner dans les négociations internationales. Ainsi, depuis 2007, peu de discussions géopolitiques ont lieu sans que le Qatar soit présent. Au point que l'émir est désormais surnommé le « Kissinger arabe ».
En 2018, Reporters sans frontières place le Qatar au 125e rang de son classement mondial de la liberté de la presse, notant les blocages et la censure dont sont l'objet les journalistes abordant les sujets de la famille royale et de l’islam.

### Éducation
L'enseignement au Qatar est gratuit et obligatoire à la fois pour les enfants qatariens et pour ceux des travailleurs immigrés [réf. nécessaire]. Depuis l'ouverture de la première école pour filles en 1953 par Amina Mahmoud Al-Jaidah, le nombre d'écoles pour filles a progressé jusqu'à rattraper le nombre d'écoles pour garçons aux alentours de 1975-1976.
Au cours des dernières années, le Qatar donne une grande importance à l'éducation. Au même titre que les services de soins de santé gratuits pour tous les citoyens, chaque enfant a droit à l'éducation gratuite à partir de la garderie jusqu'à la fin du collège. Chaque communauté du pays a une école qui suit le programme de son pays d'origine. Le pays a une université, l'université du Qatar, et un certain nombre d'institutions permettant la poursuite d'études supérieures. De plus, avec le support de la Fondation du Qatar, des universités américaines réputées ont ouvert des campus dans la Cité de l'éducation. Celles-ci incluent l'université Carnegie-Mellon, l'université de Georgetown, l'université A&M du Texas, l'université du Commonwealth de Virginie, le collège médical Weill de l'université Cornell, l'University College de Londres et HEC. En 2004, le Qatar établi le Parc des Sciences et Technologies du Qatar dans la Cité de l'éducation pour relier ces universités avec l'industrie.
En novembre 2002, l'émir Hamad ben Khalifa Al Thani créé, par le décret numéro 37, le Conseil d'Éducation Suprême, qui inclut, parmi les membres de sa famille, la femme de l'émir, Sheikha Moza bint Nasser al-Missned, ambassadrice de l'UNESCO pour l'éducation de base et l'enseignement supérieur, et qui a pour but de superviser la réforme complète du système de l'enseignement public au Qatar. Le Conseil dirige et contrôle l'éducation pour tout âge, à partir du préscolaire jusqu'au niveau universitaire, incluant la réforme de l'Éducation pour une Nouvelle Ère. Des écoles indépendantes financées par l'État ont été créées au cours des années qui ont suivi la création du Conseil. Ces établissements scolaires seront guidés par de nouveaux programmes d'enseignement en arabe, en anglais, en mathématiques et en sciences. En 2005, 3,3 % du PIB du Qatar était consacré aux dépenses d'éducation.
Des frais trop élevés privent de scolarité des milliers d'enfants de travailleurs étrangers au Qatar, leurs parents étant incapables de payer les frais de scolarité, relève en décembre 2019 la rapporteure spéciale de l'ONU sur le droit à l'éducation. Selon elle, ces frais devraient être « levés pour que tous les enfants jouissent du droit à l'éducation ».

### Art et musées
Le Qatar beaucoup dans la culture en général – la salle de cinéma numérique du Royal Monceau à Paris, par exemple – et en particulier dans les arts plastiques arabes : peinture, sculpture, photographie…  
Le Mathaf, musée d'art moderne et contemporain, ouvre ses portes en décembre 2010. 
Le musée d'Art islamique de Doha conçu par l’architecte sino-américain I.M. Pei, est le plus grand musée de Doha. 
Puis vient le Musée national du Qatar conçu par Jean Nouvel, inauguré le 27 mars 2019 et qui rassemble de nombreuses œuvres et poteries du monde arabe. Il dispose d’une collection d’œuvres d’art islamique datant du VIIe au XIXe siècle. 
Un musée est en construction au nord de Doha, à Lusail, par les architectes suisses Herzog et De Meuron. 
En outre, il existe un « village culturel », un vaste souk entièrement remis à neuf en 2008
En 2015 parait La Politique culturelle du Qatar, vers une légitimation identitaire ? (Lorraine Engel-Larchez, l'Harmattan), ouvrage en français à ce sujet, faisant l'état des lieux de la politique culturelle du micro-émirat.

## Sport
En 1977 la fédération d'athlétisme engage comme entraîneur l'ancien décathlonien belge Freddy Herbrand qui deviendra ensuite directeur technique et travaille au Qatar pendant trente-trois ans.
Aux Jeux olympiques d'été, le Qatar remporte trois médailles de bronze, deux médailles d'argent et deux médailles d'or. Aux Jeux olympiques d'été de 1992 à Barcelone, Mohamed Ahmed Sulaiman remporte la médaille de bronze sur 1500 m. Aux Jeux olympiques d'été de 2000 à Sydney, Said Saif Asaad fini 3e en haltérophilie hommes, plus de 105 kg. Aux Jeux olympiques d'été de 2012 à Londres, Nasser Al-Attiyah prend la 3e place au tir (skeet) et Mutaz Essa Barshim la médaille d'argent au saut en hauteur (Initialement 3e, il profite de la disqualification du Russe Ivan Ukhov pour dopage pour grimper d'une marche sur le podium). Aux Jeux olympiques de Rio en 2016, Mutaz Essa Barshim remporte cette fois-ci la médaille d'argent toujours au saut en hauteur. Aux jeux olympiques de 2020 à Tokyo, Barshim remporte l'or ex aequo avec l'Italien Gianmarco Tamberi. Fares El-Bakh, quant à lui, remporte la médaille d'or en haltérophilie en moins de 96 kg. Dans le but de se faire connaître dans le monde, le pays utilise le sport pour accueillir des évènements importants et des sportifs célèbres.

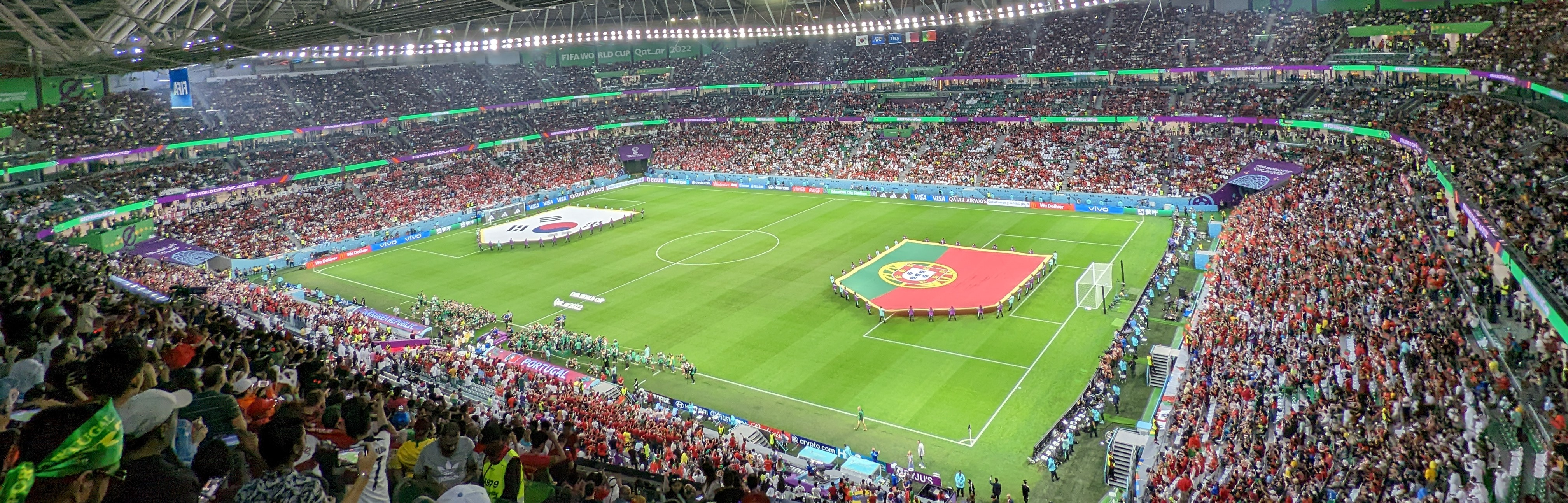
Stade de la Cité de l'Éducation durant la coupe du monde 2022 au Qatar.

La Fédération qatarienne est reconnue par le CIO depuis 1980. Le pays accueille chaque année le tournoi de tennis de Doha, ainsi que l'Open du Qatar de tennis de table. Le pays accueille les jeux asiatiques en décembre 2006, le troisième événement sportif mondial, après la Coupe du monde et les Jeux olympiques. Dans ce but, le stade Khalifa à Doha est agrandi, un ensemble de complexes sportifs est construit tout autour recouvrant une surface de 130 hectares. Le Campus ASPIRE, académie sportive du Qatar à la pointe de la modernité, représente l’un des édifices centraux de ce complexe. Pour son inauguration, Diego Maradona, Pelé et Hicham El Guerrouj sont invités. Le pays lance une politique pour naturaliser des sportifs de haut niveau. Le Qatar remporte même une médaille d’or aux championnats du monde d’athlétisme de Paris d’août 2003, en fait grâce à un ex-Kényan, Stephen Cherono, naturalisé rapidement et rebaptisé Saif Said Shaheen en échange d’un salaire à vie. Le Qatar propose même à des footballeurs qui n’auraient pas été sélectionnés dans leur pays la nationalité qatarienne afin de qualifier l’Émirat pour la Coupe du monde 2006, mais la Fédération internationale de football (FIFA) a mis un veto à un tel projet.
En 2005, Tracy Edwards reçoit 55 millions d’euros pour baptiser son bateau Qatar-2006 (ex-Club Med). Quarante millions d’euros sont injectés dans le championnat de football, où Gabriel Batistuta, Frank Lebœuf, Stefan Effenberg et Pep Guardiola gagnent entre 100 000 et 200 000 euros par mois. Le pays accueille également le Tour du Qatar depuis 2002, qui est organisé par les organisateurs du Tour de France, ainsi qu'une étape du MotoGP depuis 2004. Le Qatar est un temps candidat à l'organisation des Jeux olympiques d'été de 2020.
Le 27 janvier 2011, l'IHF désigne le Qatar pour organiser le championnat du monde masculin de handball 2015. Pour cette 24e édition des championnats du monde, le Qatar constitue une équipe composée essentiellement de joueurs naturalisés les précédentes années. Le Qatar est le premier pays non-européen à atteindre la finale et finit médaillé d’argent, avec de nombreux joueurs naturalisés, en perdant le dernier match contre la France sur le score de 22 buts à 25.
Le 30 juin 2011, QSI, filiale de Qatar Investment Authority, rachète le Paris Saint-Germain à 70% avant de racheter les parts restantes en mars 2012. L'homme d'affaires et ex-tennisman qatarien Nasser al-Khelaïfi devient le président-directeur général du club et lui injecte des moyens financiers très importants qui permettent d'acheter des joueurs parmi les plus chers au monde, tels Neymar et Kylian Mbappé en 2017 et Lionel Messi en 2021. Le PSG devient alors un club d'une dimension mondiale, mais échoue cependant à remporter la Ligue des champions.
La FIFA décide le 2 décembre 2010 que le Qatar sera le pays hôte de la coupe du monde de football en 2022 (les autres candidats étaient les États-Unis, le Japon, l'Australie et la Corée du Sud). Ainsi, le Qatar est le premier pays arabe à organiser un des deux plus grands évènements sportifs du monde avec les Jeux olympiques. L'attribution de la Coupe du monde de football de 2022 au Qatar fait état de nombreux soupçons de corruption. La chaîne de télévision Al-Jazeera, propriété de l'État qatarien, aurait offert dans le plus grand secret quatre cents millions de dollars américains à la FIFA à vingt et un jours du vote pour l'attribution de la Coupe du monde 2022, dont cent millions de dollars de « bonus » qui devaient être versés seulement si le Qatar remportait l'organisation de la compétition. Des dizaines de milliers de travailleurs sont embauchés pour bâtir les infrastructures dans des conditions de travail souvent décriées par les ONG qui accusent le pays de maintenir les travailleurs étrangers dans des conditions indignes sous le système de la kafala. Des centaines de travailleurs immigrés employés dans la construction des infrastructures sportives décèdent chaque année. Le 1er février 2019, le Qatar remporte son premier trophée international majeur de football grâce à une victoire en finale de Coupe d'Asie des nations face au Japon (3-1). Le Qatar, qui affiche un style de jeu de grande qualité tout au long de la compétition qu'il domine de bout en bout (sept victoires en sept rencontres, meilleure attaque et co-meilleure défense du tournoi, des victoires probantes sur des favoris tels que la Corée du Sud, l'Arabie saoudite ou le Japon), prépare ainsi de la meilleure des manières « sa » Coupe du monde à domicile à trois ans de l'échéance. Pourtant, il perd finalement ses trois rencontres lors de la phase de poule contre l'Equateur (0-2), le Sénégal (1-3) et les Pays-Bas (0-2), et est éliminé de sa coupe du monde. 
En novembre 2014, le Qatar obtient l'organisation des championnats du monde d'athlétisme 2019.
Le pays prend part, grâce à une invitation des organisateurs, à la Copa América 2019 au mois de juin.
Le Qatar s'investit également beaucoup dans le sport équestre et hippique. Il s'y élève des pur-sang et des pur-sang arabes réputés. Le souverain investit beaucoup, à travers des achats de haras et de chevaux de valeur, ou encore le sponsoring du prix de l'Arc de Triomphe. L'endurance est, de loin, le sport équestre le plus pratiqué. L'arrivée du Qatar sur la scène équestre et hippique internationale s'accompagne aussi de controverses, en raison d'affaires de dopage et de chevaux morts d'épuisement après les épreuves,,.